# Стокс, Джон Лорт
 Джон Лорт Стокс (англ. John Lort Stokes; 1812 — 11 июня 1885) — офицер военно-морского флота Великобритании, в течение 18 лет плавал на известном гидрографическом корабле «Бигль», принимал участие во всех его экспедициях. В 1841—1843 годах — командир «Бигля».
Стокс родился и вырос в Скотвилле близ Хаверфордуэста, графство Пембрукшир в Уэльсе. Поступил на службу в королевский флот Великобритании 20 сентября 1824 года. Сначала служил на корабле «Принц Регент». В октябре 1825 года был переведён на корабль экспедиции Филлипа Паркера Кинга «Бигль», которым командовал Прингл Стокс (капитан Стокс не имеет отношения к Джону Стоксу). Экспедиция занималась гидрографической съёмкой южного побережья Южной Америки. После гибели капитана Стокса в 1828 году капитаном корабля был назначен лейтенант Роберт Фицрой. Экспедиция вернулся в Англию в 1830 году.
После возвращения из экспедиции Стокс продолжил службу на борту «Бигля» и участвовал в его кругосветном плавании 1831—1836 годов под командованием Роберта Фицроя, в котором принял участие Чарльз Дарвин. Как штурман занимал должность помощника руководителя съёмок. При съёмке побережья Патагонии командовал одной из вспомогательных шхун, нанятых Фицроем.

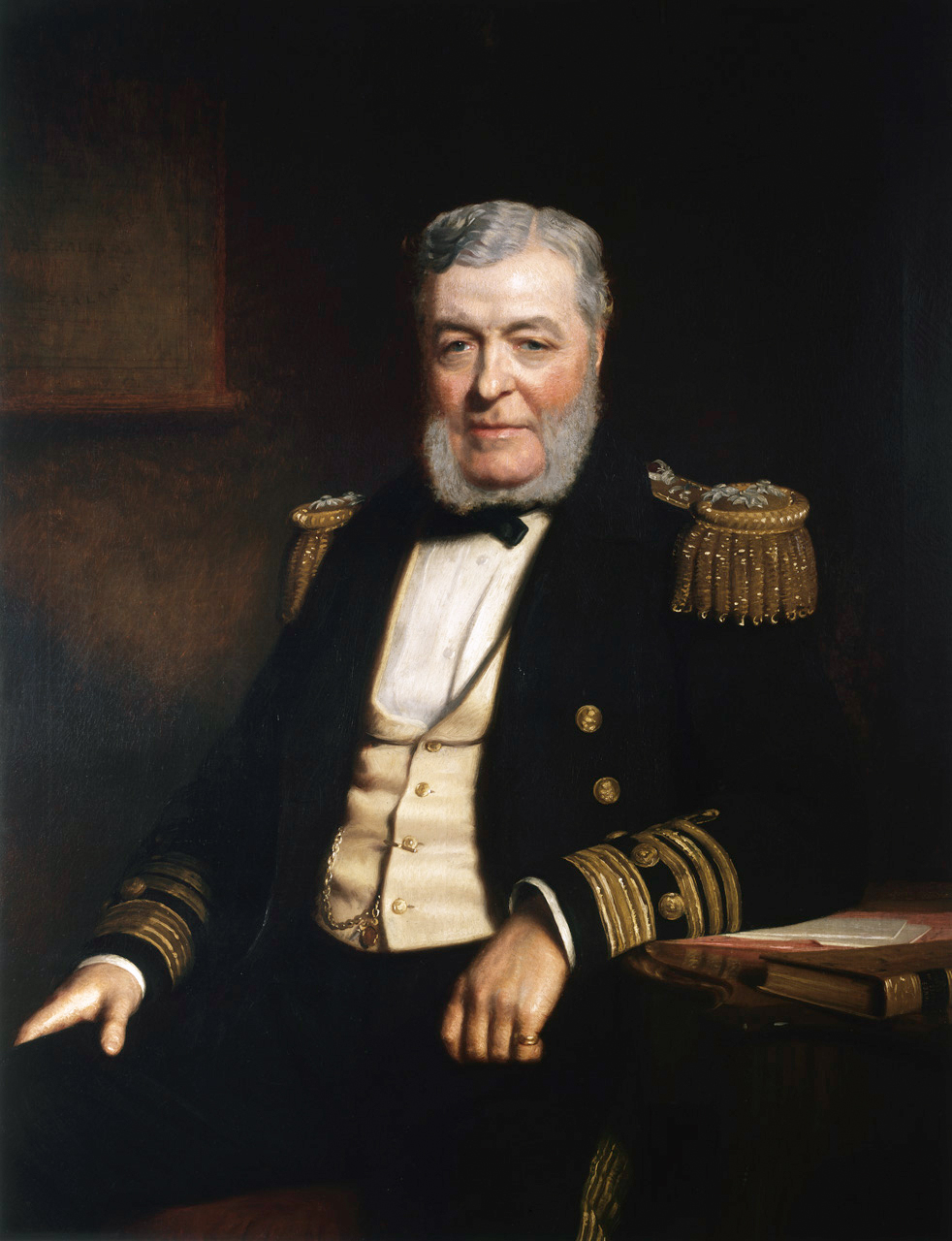
Джон Стокс.
Портрет Стефана Пирса.

После второго плавания «Бигля», получив звание лейтенанта, Стокс продолжил службу на нём под командованием капитана Джона Клементса Викема. Участвовал в следующей гидрографической экспедиции «Бигля» у берегов Австралии. Когда в 1841 году Викем по болезни уволился с флота, командиром «Бигля» стал Стокс. Под командованием Стокса «Бигль» занимался исследованием Тимора и Новой Зеландии. Экспедиция вернулась в Англию в 1843 году. После возвращения, он написал книгу «Открытия в Австралии с учётом берегов рек, обследованных во время путешествия „Бигля“ в 1837—1843 гг.», которая была издана в 1846 году.
В июле 1846 года Стокс был назначен командиром парохода «Aхерон», который четыре года занимался съёмкой побережья Новой Зеландии. С 1860 по 1863 год командовал кораблём, который занимался гидрографической съёмкой побережья Английского Канала. Вышел на пенсию в 1863 году, получив звание контр-адмирала. В 1871 году был повышен до вице-адмирала. В 1877 году стал адмиралом.
Умер 11 июня 1885 года в своём доме в Скотвилле.